# Eupanacra perfecta
Eupanacra perfecta är en fjärilsart som beskrevs av Butler 1875. Eupanacra perfecta ingår i släktet Eupanacra och familjen svärmare. Inga underarter finns listade i Catalogue of Life.